# Poire Sweet Sensation

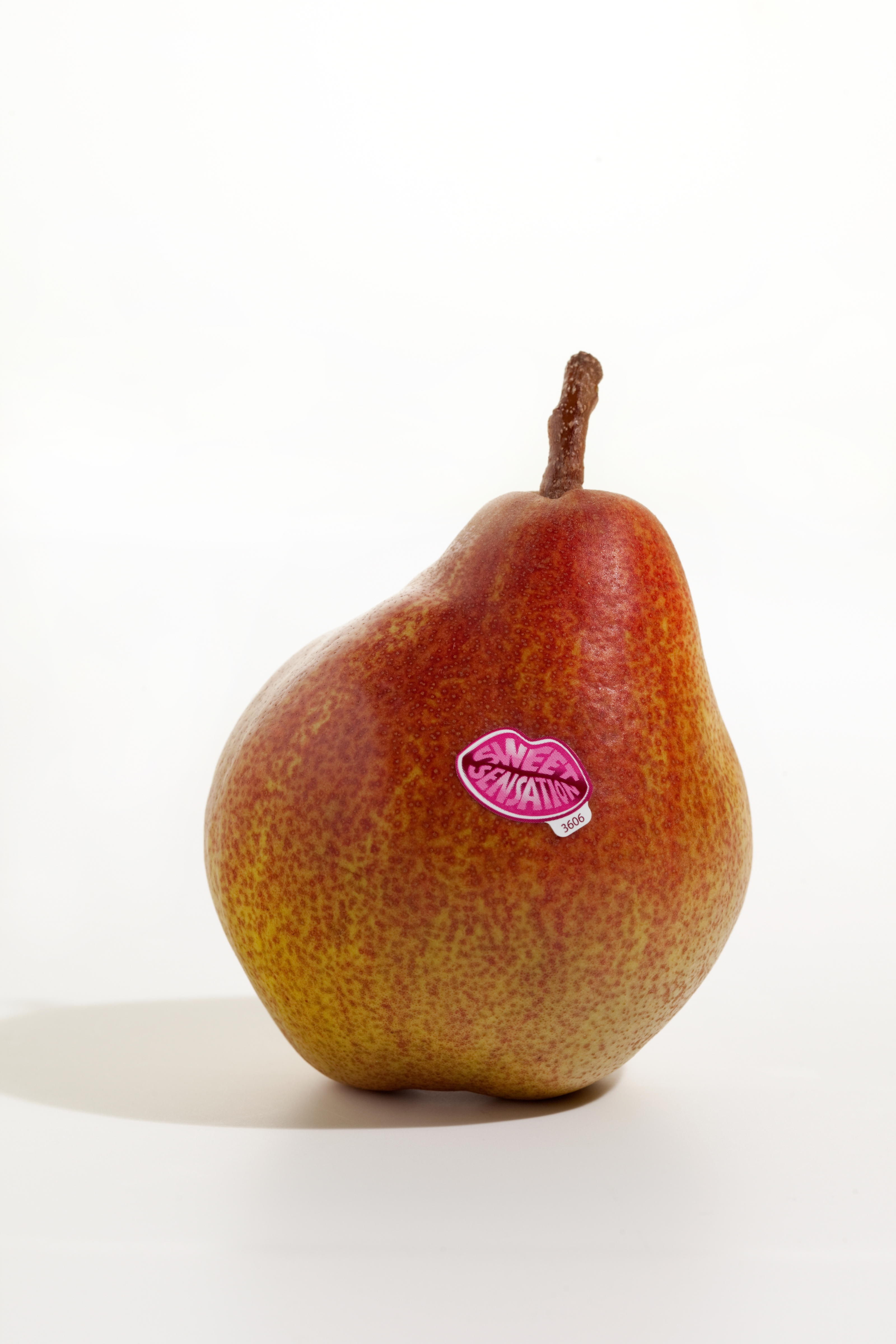
Rode Doyenne Van Doorn

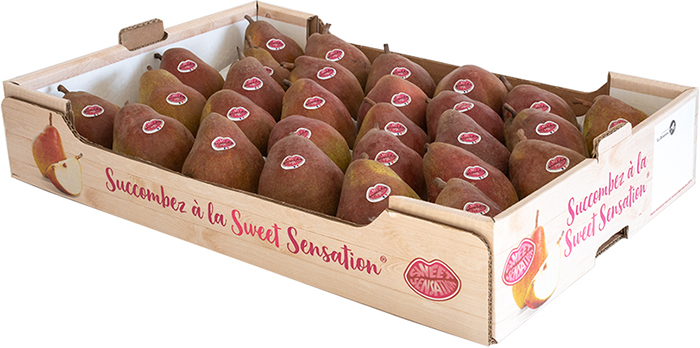
Plateau de poires Sweet Sensation

La 'Sweet Sensation' est une variété récente de poire.

## Origine
Mutation naturelle de la Doyenné du Comice, Sweet Sensation est découverte en 1992 par Simon Broertjes à Wijdenes en Hollande. D'où son appellation Rode Doyenne van Doorn (Doyenné rouge de Joop van Doorn qui la cultive à grande échelle).

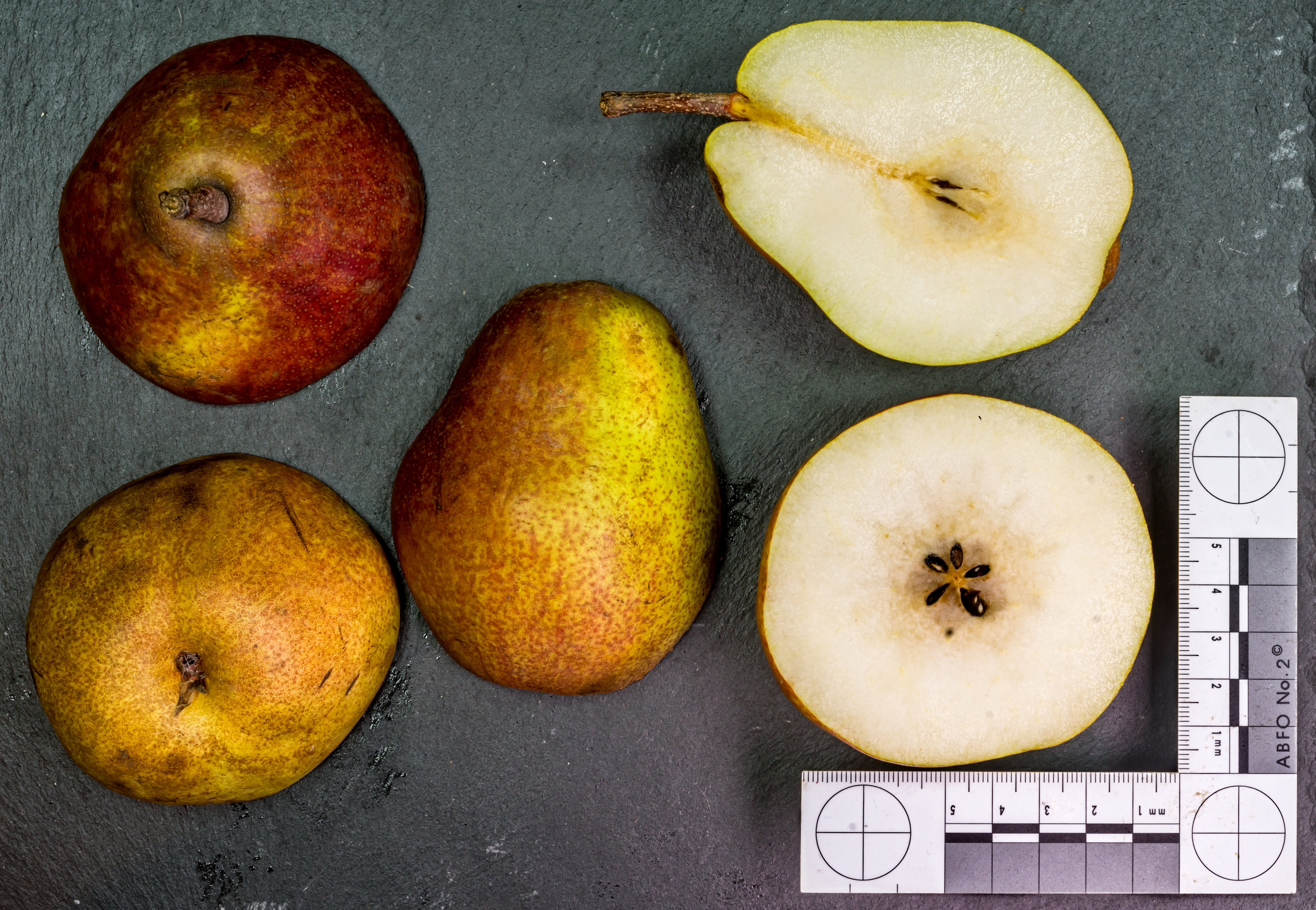
Sweet Sensation, Rode Doyenne van Doorn.

En 2013, le Groupe La Blottière obtient la licence d'exploitation pour la France.

## Arbre
Ce poirier d'obtention récente est d'une culture de plus en plus répandue dans le monde entier.

## Fruit
Sweet Sensation est une grosse poire conique avec une belle couleur rouge striée.
Sa couleur et sa capacité à garder tout son jus en font son grand intérêt.
La chair blanche est très juteuse, sucrée et aromatisée. Elle se consomme aussi bien crue que cuite.
Le code PLU du fruit est 3606.

## Culture et distribution
En 2013, l'essentiel des Sweet Sensation était cultivé aux Pays-Bas et en Belgique, représentant ensemble plus de 210 ha.
La production se faisait également en France, en Italie et au Royaume-Uni pour la première fois. Des vergers ont été plantés en Turquie, en Slovénie, en Suisse et en Allemagne et devraient produire pour la première fois en 2016. En 2013, un total de 400 ha de Rode Doyenne van Doorn se trouvaient dans l'hémisphère nord. Des projets au Canada, en Chine, en Corée du Sud et au Japon étaient en préparation.
Des plantations ont aussi été réalisées au Chili par le Groupe La Blottière. La variété est présente en magasin d'octobre à février en origine France puis en origine Hollande suivie de la chilienne de mars à juillet.